# Kisdorog
Kisdorog is een plaats (község) en gemeente in het Hongaarse comitaat Tolna. Kisdorog telt 863 inwoners (2001).